# Biləcəri
Biləcəri är en ort i Azerbajdzjan.   Den ligger i distriktet Baku, i den östra delen av landet, 10 kilometer nordväst om huvudstaden Baku. Biləcəri ligger 25 meter över havet och antalet invånare är 42 194.
Terrängen runt Biləcəri är platt åt nordost, men åt sydväst är den kuperad. Trakten är tätbefolkad. Närmaste större samhälle är Baku, 10,4 kilometer sydost om Biləcəri. 